# Бачатский
Бача́тский — посёлок городского типа в составе Беловского городского округа Кемеровской области — Кузбасса России.
Образован 10 августа 1954 года. Градообразующее предприятие — разрез «Бачатский».
Население — 12 729 чел. (2021).

## География
Посёлок расположен на границе Салаирского Кряжа и Кузнецкой котловины в междуречье рек Большой (Черновой) Бачат и Малый (Степной) Бачат, в 9 км к северо-западу от села Старобачаты и в 18 км к юго-западу от Белово.

## История
Село Бачаты (в XVII—XIX вв. наименование писали также Бочаты) относится к числу старинных русских поселений в Сибири. Основанное ещё в первой половине XVII века, оно раскинулось вдоль оживлённого Барнаульского тракта и с давних времен было тесно связано с горнозаводским районом Салаира и Гурьевским металлургическим заводом. Очевидно, это соседство и определило постоянный интерес местного населения к богатствам недр своего края, к поискам полезных ископаемых. История не сохранила сведений о первооткрывателях Бачатского угольного месторождения. По всей вероятности, это были местные поселенцы и штейгеры горнозаводского округа. Но именно здесь, в Бачатах, в 1851 году открылась первая в Кузбассе угольная копь. Примерно в то же время (середина XIX века) была образована Бачатская волость в составе Кузнецкого округа (уезда) Томской губернии, административный центр — село Бочаты.
Бачатская копь с перерывами существовала до конца 20 века. С прокладкой Транссибирской магистрали и открытием Анжерских копей она прекратила своё существование. Все имущество первой копи оценивалось тогда в 445 руб. 96 коп. и состояло из одного дома с кузниценых нужд населения на Бачатском месторождении давали уголь три шахты — «Капитальная», «Салаирская» и «Шестаки», добывавшие до сорока тысяч тонн топлива в год.
Посёлок берёт своё начало от маленького поселения, расположенного в начале 40-х годов недалеко от шахты «Салаирская» в районе, так называемой «Куликовки», где первопоселенец Куликов Александр Гаврилович построил свой первый дом. В 1945 году здесь был проведён учёт населения. Оно составило 150 человек (взрослых и детей). Жилой фонд поселения состоял из землянок, засыпух и мазанок
Сразу же после войны геологи начали поиск угольных месторождений, пригодных для разработки открытым способом. Вслед за Краснобродским, на северо-западной окраине Бачатского месторождения были выделены площади, наиболее благоприятные по угленасыщенности для открытой выемки угля.
В марте 1948 года неподалёку от бывшей шахты «Салаирская» был заложен Бачатский разрез, а в августе 1949 года новое предприятие начало давать уголь стране.
7 апреля 1949 года исполком Беловского районного Совета своим решением за № 126 отвёл земли колхоза «Трудовик» Бачатского сельского совета в размере 120 га тресту «Беловоуголь» под постоянный жилой посёлок Бачатского разреза. Посёлок Бачатский расположен в 25 км от г. Белово.
10 августа 1954 года Указом Президиума Верховного Совета РСФСР рабочий посёлок «Бачатский» получил официальный статус.
В августе 1956 года Указом Президиума Верховного Совета РСФСР посёлок Бачатский передан в административное подчинение Беловскому горисполкому и стал посёлком городского типа.
8 июля 1981 года Президиум Совета Министров РСФСР одобрил опыт создания наилучших условий для труда и быта горняков разреза. Посёлок был признан самым благоустроенным среди горняцких посёлков Российской Федерации.
В 1998 году закончено строительство Богоявленской православной церкви. А 14 октября, в праздник Покрова Пресвятой Богородицы, состоялось её открытие.
1999 год — К 50-летию разреза проведены большие работы по благоустройству и строительству: проведена реконструкция ДК «Октябрьский», сданы в эксплуатацию бульвар им. 50-летия разреза «Бачатский» и стадион.
19 июня 2013 года — под разрезом «Бачатский» произошло землетрясение магнитудой 3.3 (по данным РАН), 5.3 по данным USGS.
В посёлке в детстве жил будущий губернатор Кемеровской области Кислюк, Михаил Борисович

## Население
| 1959    | 1970    | 1979    | 1989    | 2002    | 2009    | 2010    |
| ------- | ------- | ------- | ------- | ------- | ------- | ------- |
| 6148    | ↗6282   | ↗8165   | ↗13 365 | ↗14 990 | ↗15 637 | ↘14 402 |
| 2012    | 2013    | 2014    | 2015    | 2016    | 2017    | 2018    |
| ↘14 182 | ↘14 099 | ↘13 994 | ↗14 075 | ↘14 054 | ↘14 028 | ↗14 029 |
| 2019    | 2020    | 2021    |         |         |         |         |
| ↘13 925 | ↗13 958 | ↘12 729 |         |         |         |         |

## Предприятия
- Бачатский угольный разрез
- Комбинат коммунальных предприятий
- Обогатительная фабрика «Бачатская»
- ООО «КРУ-Сибирит»
- OOO «Промэкс» Архивная копия от 18 марта 2014 на Wayback Machine

## Учреждения культуры
- Культурный Центр "Бачатский" Архивная копия от 20 ноября 2018 на Wayback Machine
- Детская музыкальная школа № 76

## Образование
- Лицей № 22 Архивная копия от 18 марта 2014 на Wayback Machine была образована в 1956 году
- Школа № 26 Архивная копия от 20 мая 2013 на Wayback Machine открыта в августе 1957 года. (Сейчас является начальной школой)
- Школа № 24. Архивировано из оригинала 18 мая 2013 года. открылась в январе 1992 года.
- Муниципальное общеобразовательное учреждение вечерняя (сменная) общеобразовательная школа № 6

## Массмедиа
Работают местный телеканал «РЕН ТВ — Бачатский», компания ТТК (кабельное телевидение и интернет),  сеть кабельного телевидения «Твоё-ТВ», вещает Love-радио. Принимаются телеканалы и радиостанции из городов Белово и Ленинск-Кузнецкий. Также работают интернет-провайдеры Good Line, Ростелеком и КСУ.

## Здравоохранение
- Санаторий-профилакторий «Серебряный ключ»
- МБУЗ Городская поликлиника № 6. В больнице осуществляется амбулаторно-поликлиническая помощь, в том числе в условиях дневного стационара и стационара на дому, оказываются медицинские услуги характерные для данного вида лечебно-профилактических учреждений.

## Улицы
- 50 лет Октября ул.
- Берёзовая ул.
- Весенняя ул.
- Звёздная ул.
- Зеленовского ул.
- Ижевская ул.
- Изумрудная ул.
- Калинина ул.
- Комарова ул.
- Комсомольская ул.
- Липовая ул.
- Лысогорская ул.
- Малиновского ул.
- Мартовская ул.
- Матросова ул.
- Новосибирская ул.
- Норильская ул.
- Орджоникидзе ул.
- Осенняя ул.
- Пионерская ул.
- Пионерский пер.
- Подольская ул.
- Ракитная ул.
- Родниковая ул.
- Рокоссовского ул.
- Рябиновая ул.
- Советская ул.
- Спортивная ул.
- Туполева ул.
- Фрунзе ул.
- Харьковская ул.
- Шевцовой ул.
- Школьная ул.
- Яблоневая ул.